# Habib (prénom et patronyme)
Pour les articles homonymes, voir Habib.
Cette page présente le nom de famille Habib ainsi que ses variantes.
Habib ou Abib est un prénom masculin arabe avec ses équivalents féminins Habiba, Habibata, Habibatou, Habibe.
Il est également un patronyme arabe, qui comporte de nombreuses variantes, notamment Al Habib, Habibi et Habibie.

## Prénom

### Étymologie et variantes
Habib ou Abib (arabe : حَبيبْ), bien-aimé en arabe, est un prénom masculin (Habib, Habibou) ou féminin (Habiba, Habibata, Habibatou, Habibe), selon la liste des prénoms arabes.

### Saint chrétien
- Habib ou Abib (IVe siècle), et ses compagnons : Hyperéchios, Philothée, Jacques, Julien, Romain et Parégorios, martyrs de Samosate en Mésopotamie durant la campagne contre les Perses, crucifiés sur les ordres de Maximien car soupçonnés de trahison ; fêté le 27 mars[2].
- Habib († 306), diacre, avec les saints Samonas et Gurias, martyrs durant la persécution de Dioclétien ; fêté le 15 novembre[3]
- Habib d'Urfa († 322), né à Tel-Sheba, aux environs d'Édesse en Osroène sous l’empereur Licinius, diacre à Urfa en Turquie ; fêté le 2 septembre[4].

### Personnalités portant ce prénom
- Habib Bourguiba (°1903 - †2000), premier président tunisien.
- Habib Mazini (°1954 - ), écrivain et économiste marocain.
- Habib Diallo (°1995- ), footballeur sénégalais

## Nom de famille

### Étymologie et variantes
Nom de personne arabe signifiant "cher, aimé" (Habîb), souvent rencontré sous la forme El Habib. En composition : Abou-Habib, Bou-Habib (le père d'Habib), Ben Habib (arabe), Aït-Habib (berbère), le fils d'Habib, ou encore Habiballah qui signifie "aimé de Dieu". 
Il comporte de nombreuses variantes, notamment Al Habib, Habibi et Habibie.
Habibie est un patronyme indonésien. En Indonésie, le patronyme n'est pas d'usage courant, ni répandu. Mais c'est sous celui-ci que se présente et est connu Baharuddin Jusuf Habibie, le troisième président de la République (successeur de Soeharto avec la démission de celui-ci en 1998).